# Casalini

Logo

Casalini ist ein italienischer Leichtkraftwagenhersteller mit Sitz in Piacenza. Das Unternehmen produziert Leichtkraftfahrzeuge, zum einen den Kleintransporter „Kerry“ und zum anderen den Leicht-PKW „M20“.
Casalini wurde 1939 gegründet und produzierte noch bis 1969 Mopeds neben dreirädrigen Kleinsttransportern. Seit 1971 wurde nur noch der dreirädrige Kleinst-LKW „Sulky“ hergestellt. Seit 1994 wird der vierrädrige Kleinst-PKW „Ydea“ gebaut, seit 2004 der vierrädrige Kleintransporter „Sulkycar“. 
Die aktuelle Produktpalette besteht aus dem Kleinst-PKW M20 in den Varianten M20 550 GranSport, M20 GranTourismo und dem M20 Trofeo. Die Modelle M20 Twist und M20 Twist+ wurden Anfang 2022 eingestellt. Zusätzlich zu den Standard Modellen bietet Casalini in Zusammenarbeit mit seinen Importeuren immer mal wieder Sondermodell auf den Markt, wie zum Beispiel den Casalini M10 Daytona 2010 oder den Casalini M20 Speciale im Jahr 2021. Letzteres war auf 11 Fahrzeuge limitiert, von denen 10 Fahrzeuge verkauft wurden.
Zusätzlich zu seinen Kleinst-PKW bietet Casalini aktuell noch den Kleinst-LKW Kerry an. Diesen gibt es in drei verschiedenen Varianten: Klassisch als Pritschenfahrzeug, als Pritsche mit hydraulischer Kippfunktion sowie als VAN mit einem Hardcase aus GfK über der Pritsche.

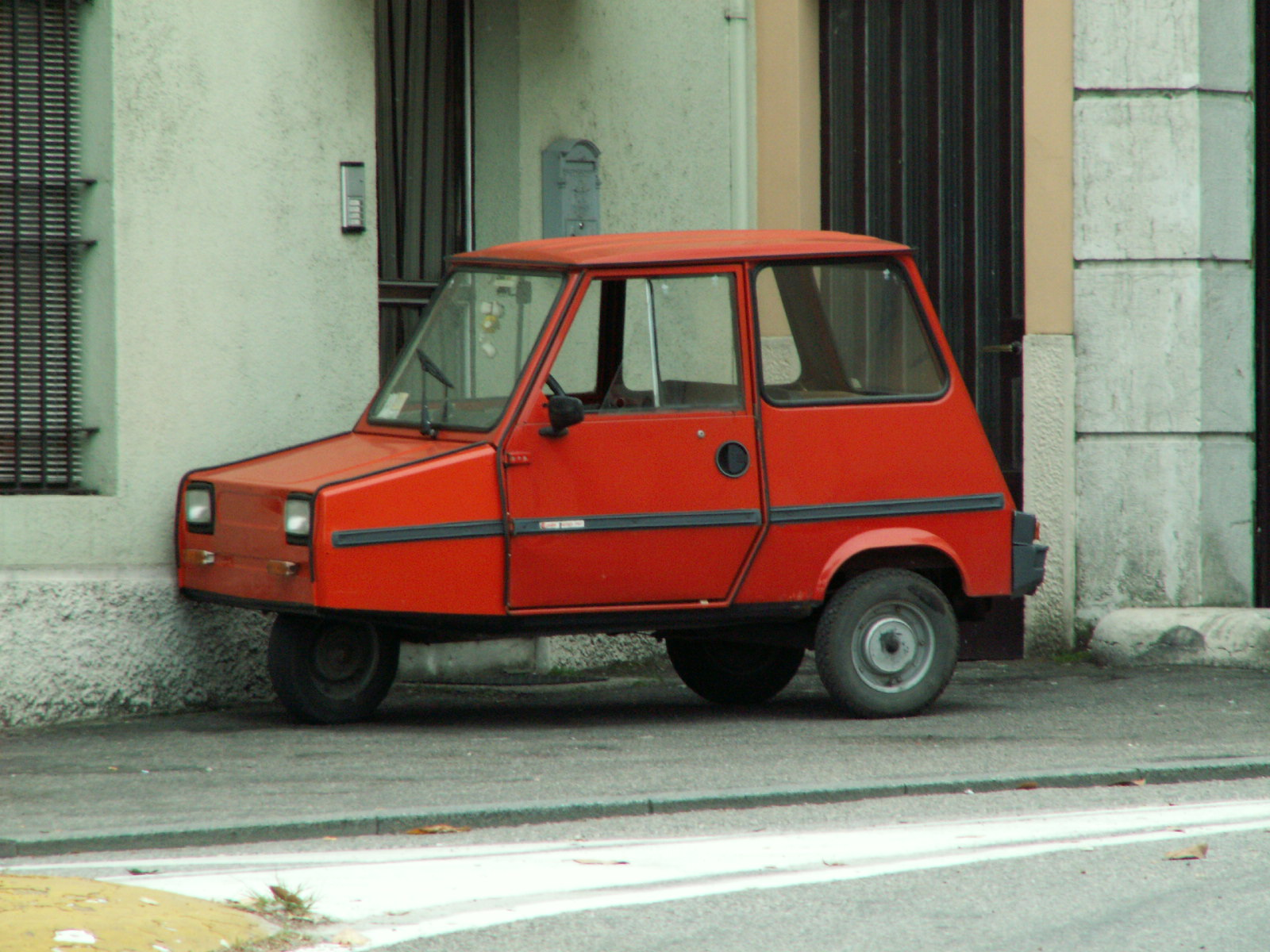
Casalini Sulky, ein dreirädriger Kleinsttransporter
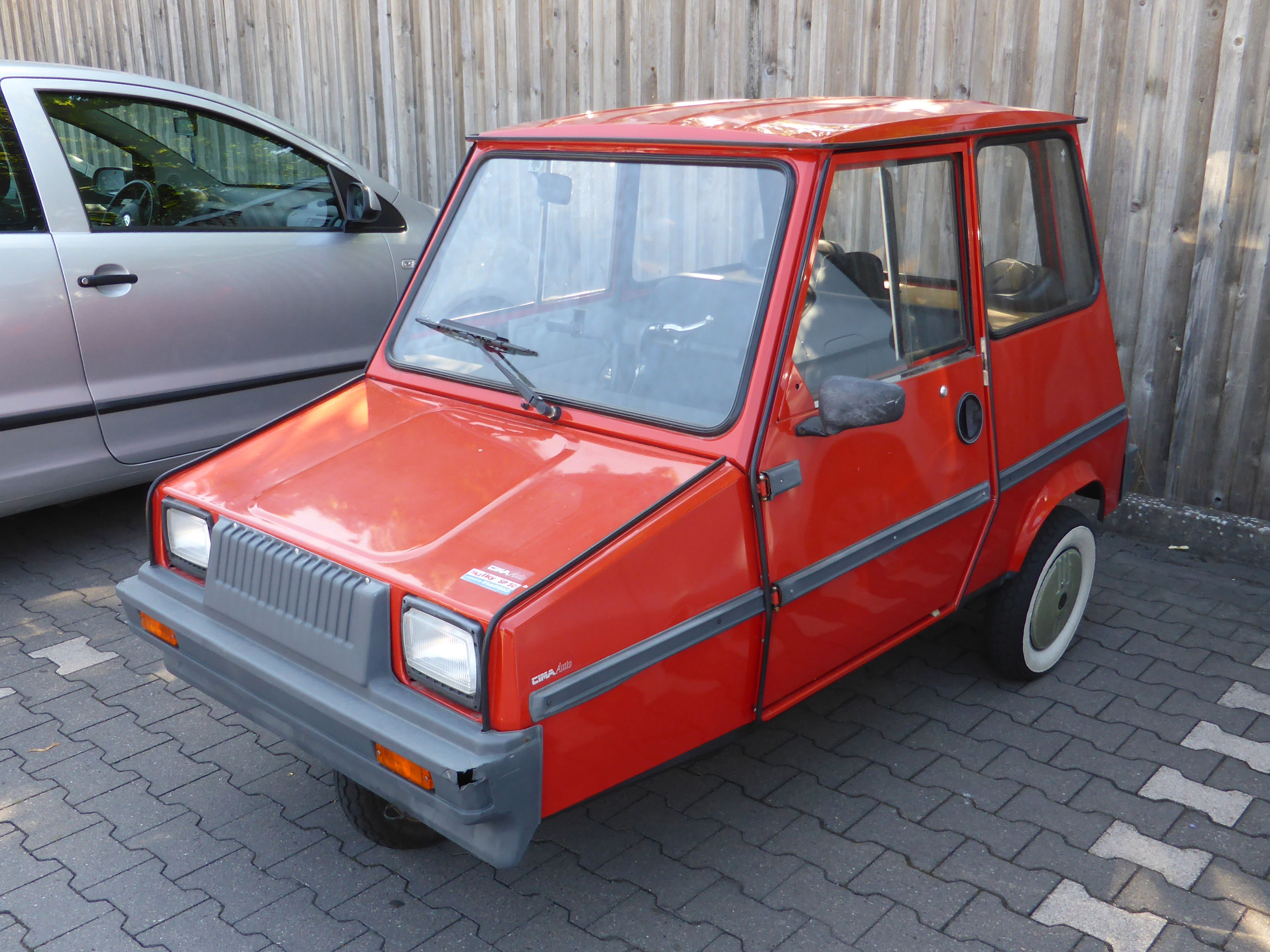
Casalini Sulky SP 50
Ein Casalini David aus den frühen 1970er Jahren
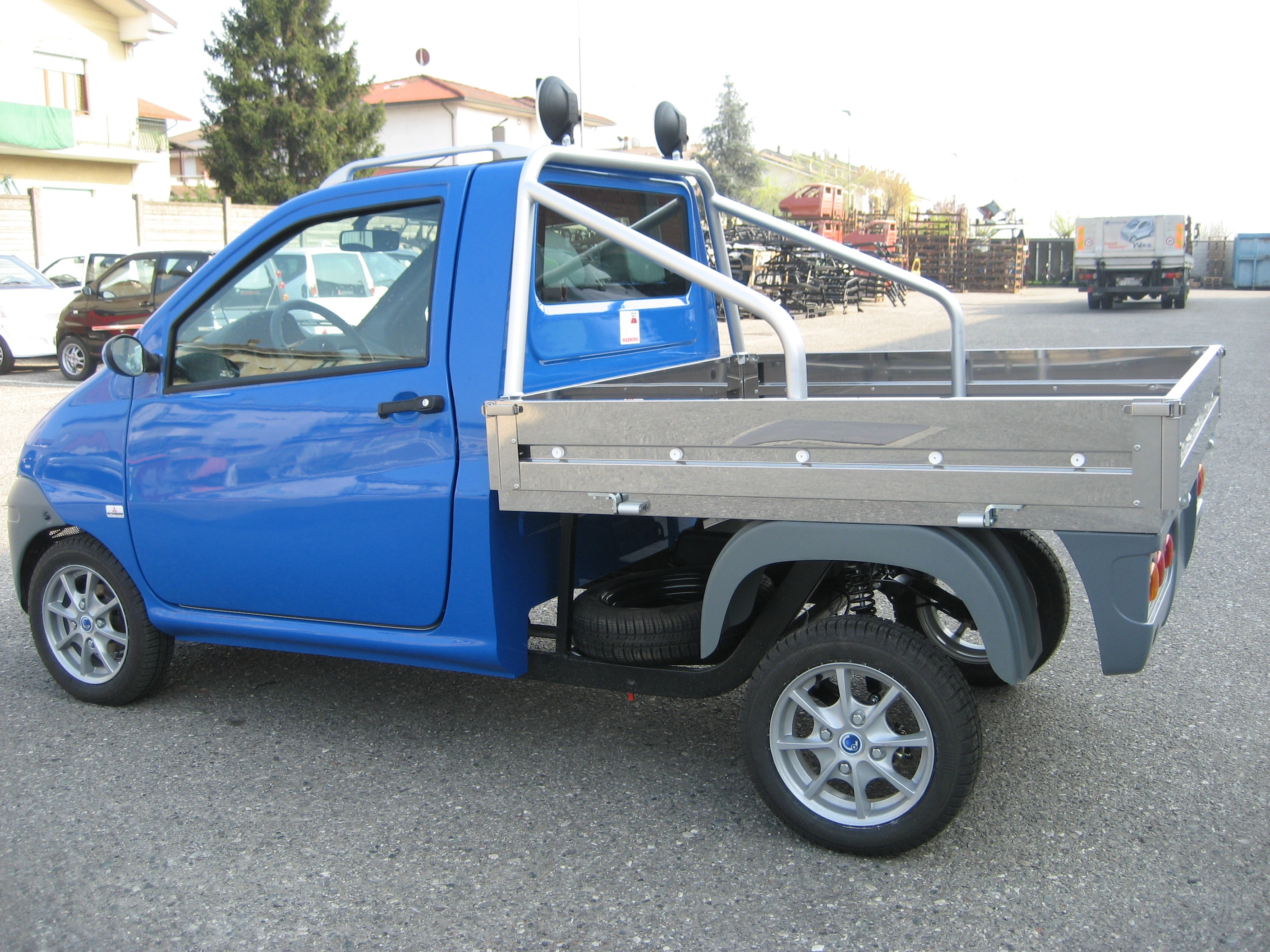
Sulkycar, jetzt unter dem Namen Sulky vermarktet
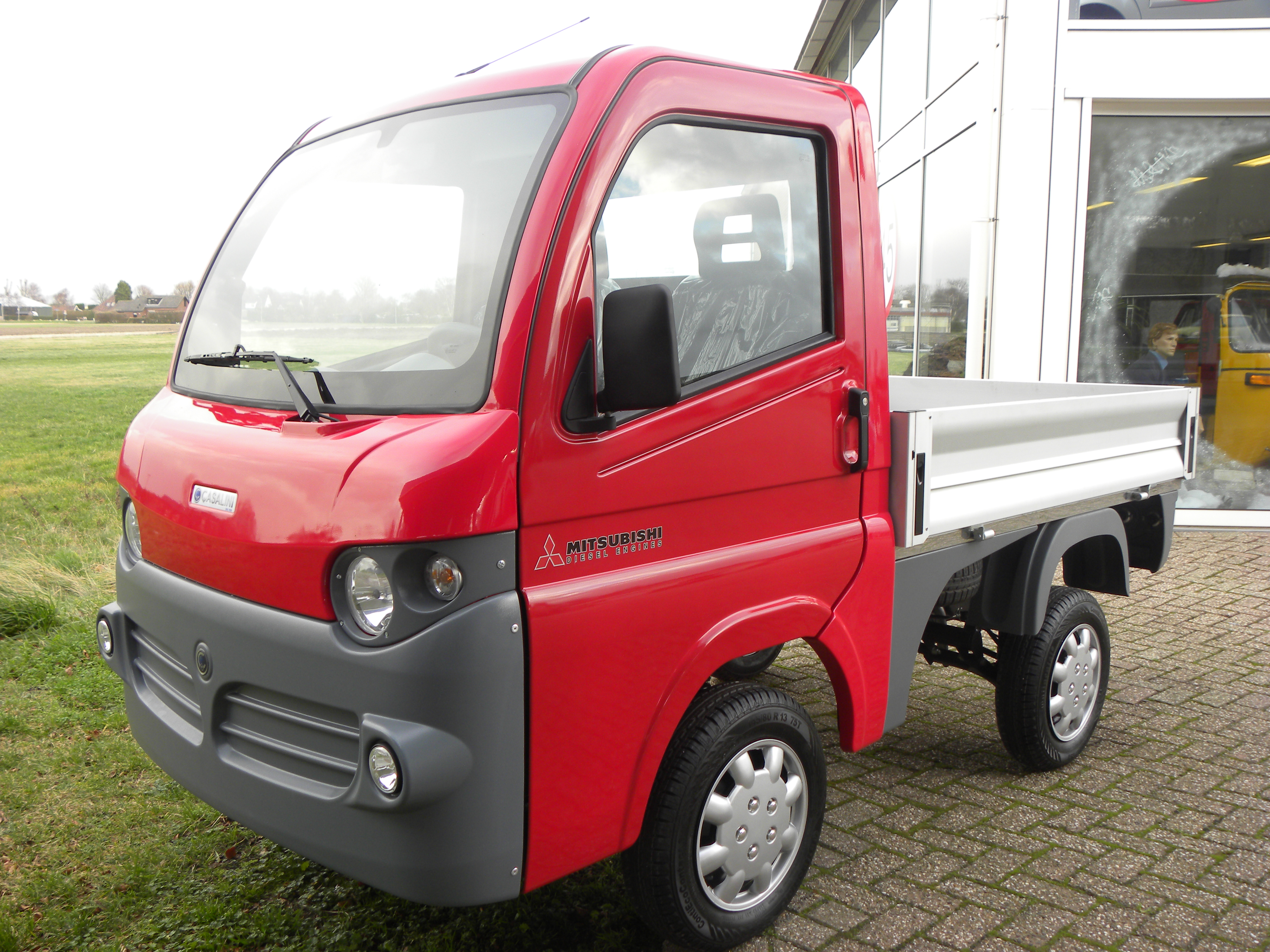
Casalini Kerry
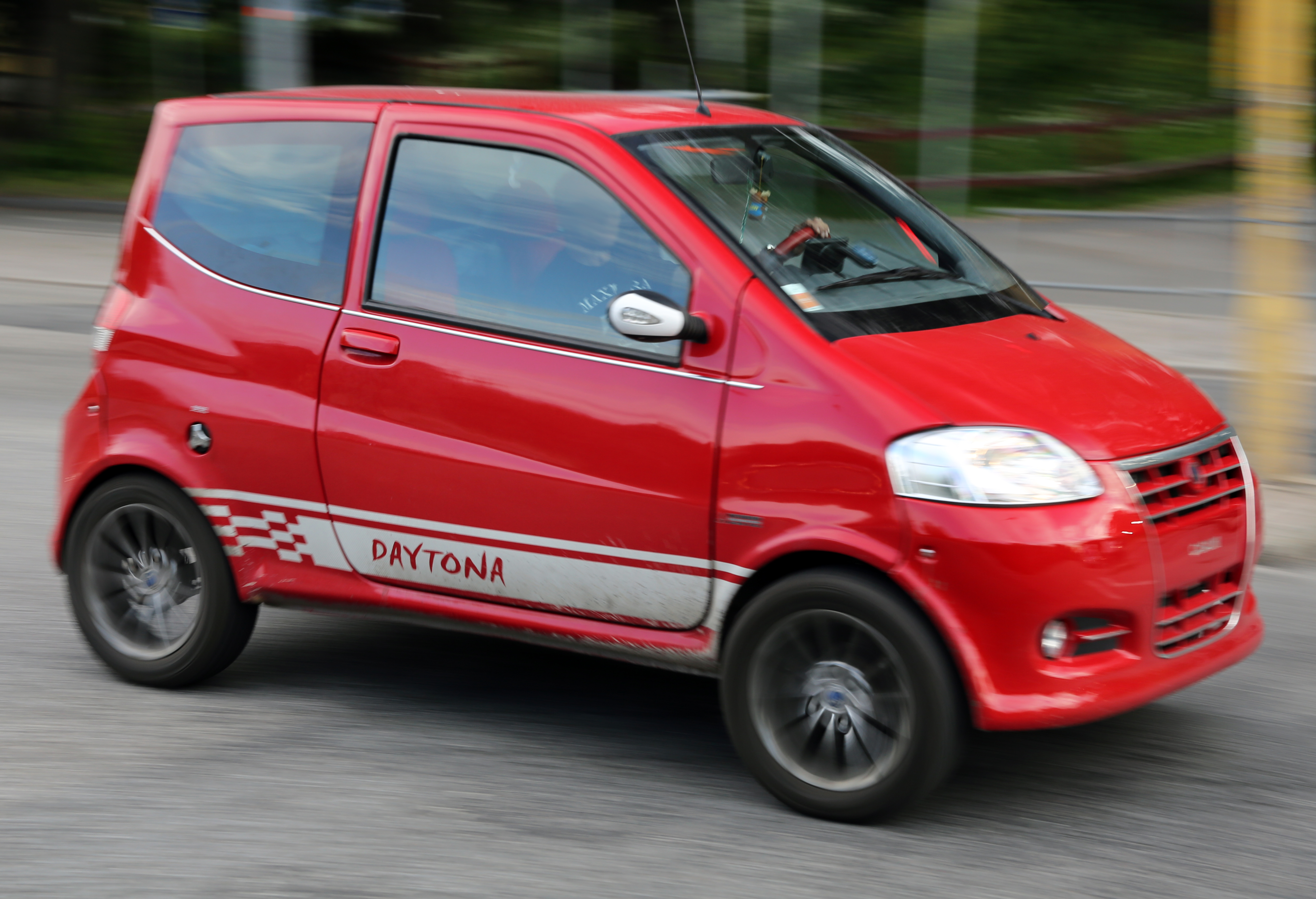
Casalini M10 Daytona, seit 2010
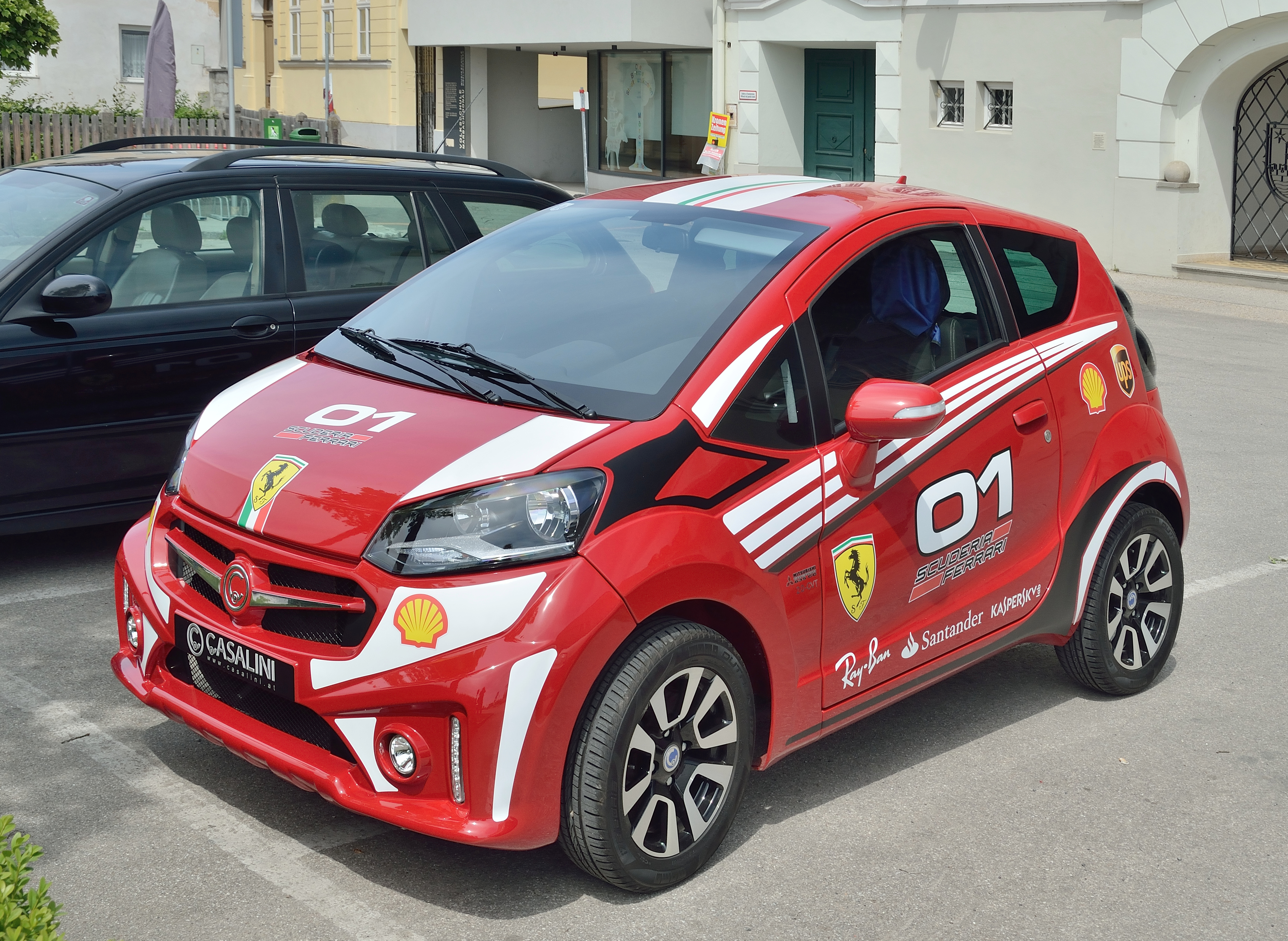
Casalini M14
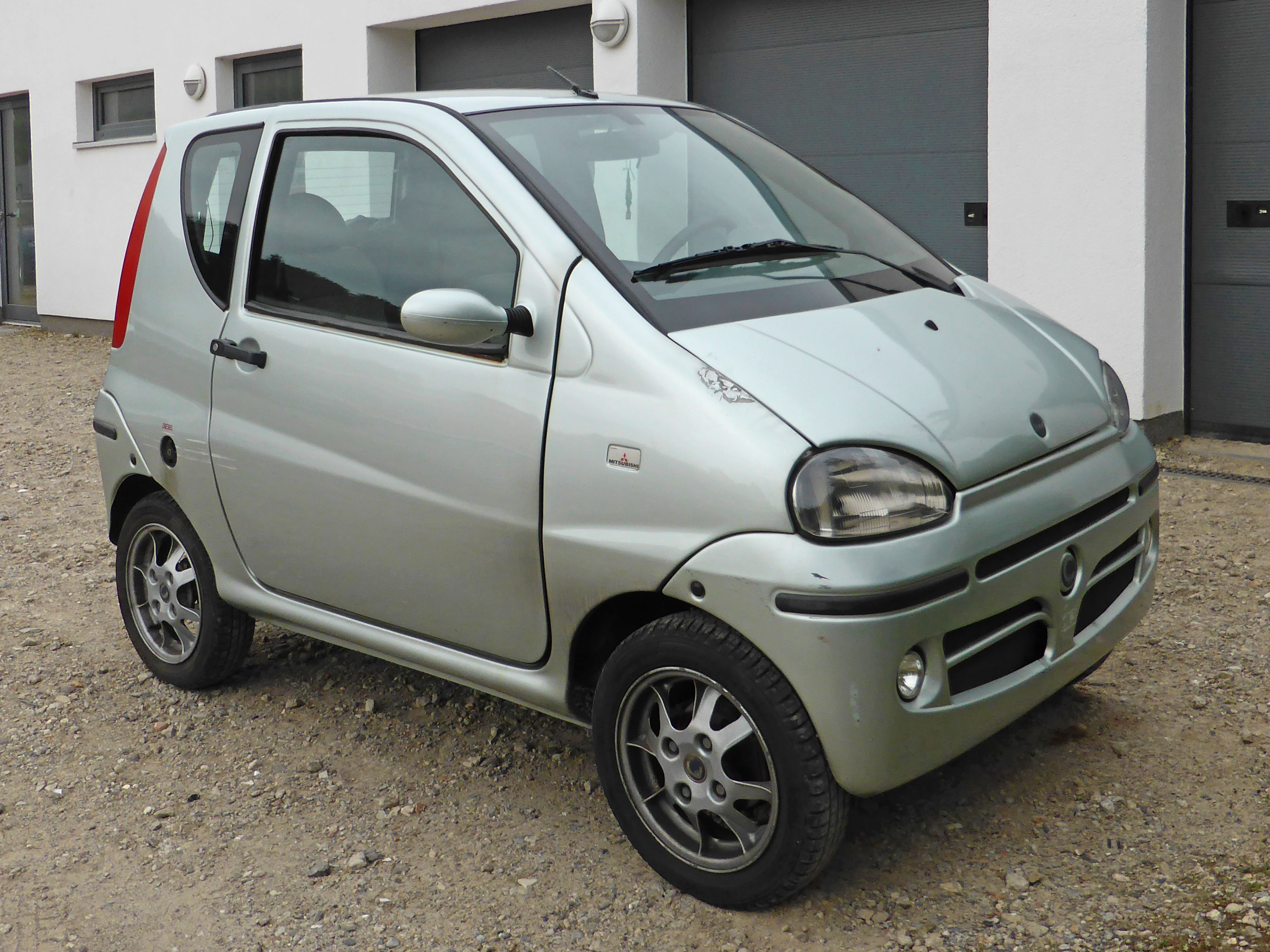
Casalini Ydea MX
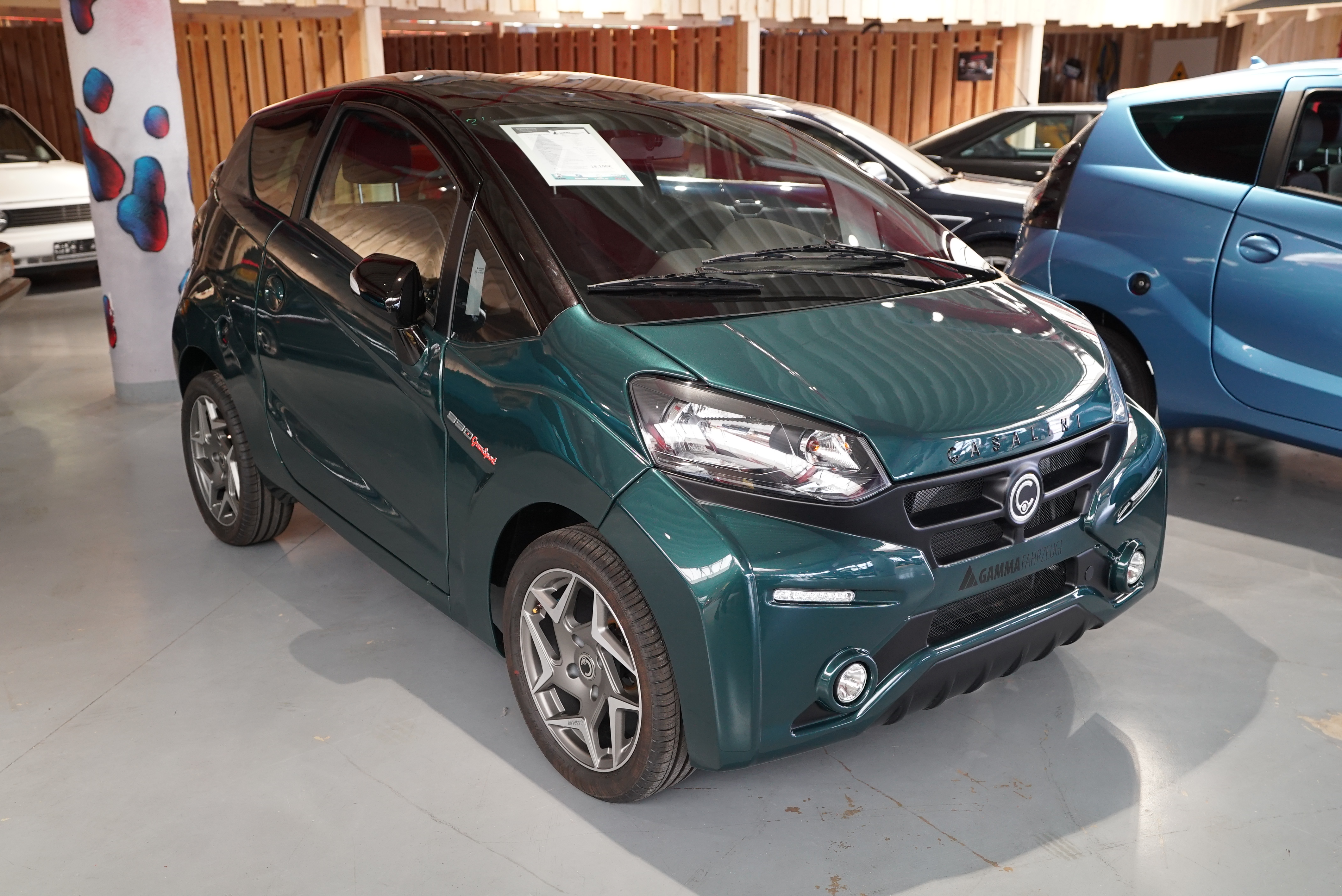
Casalini M20 550 GranSport
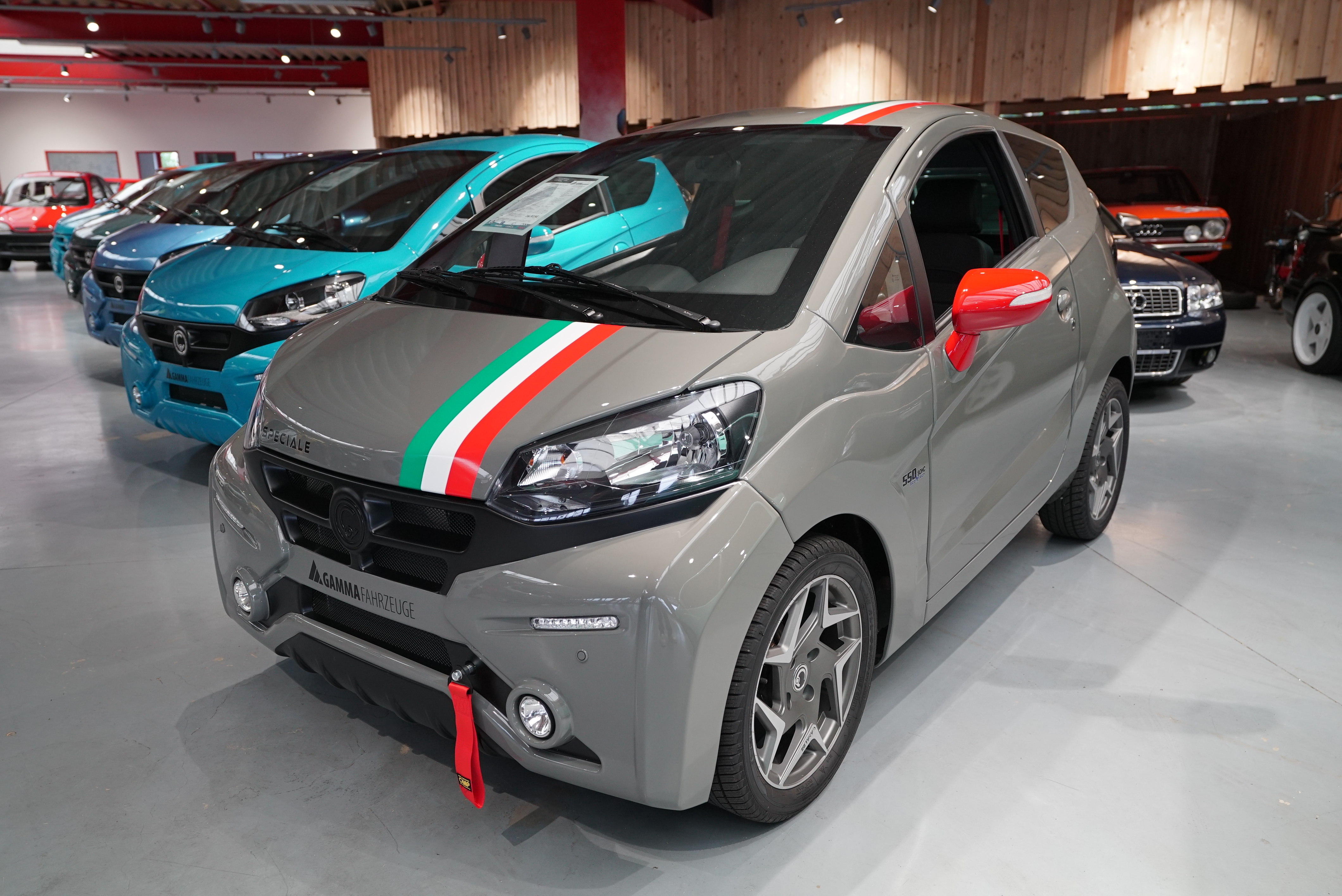
Casalini M20 Speciale
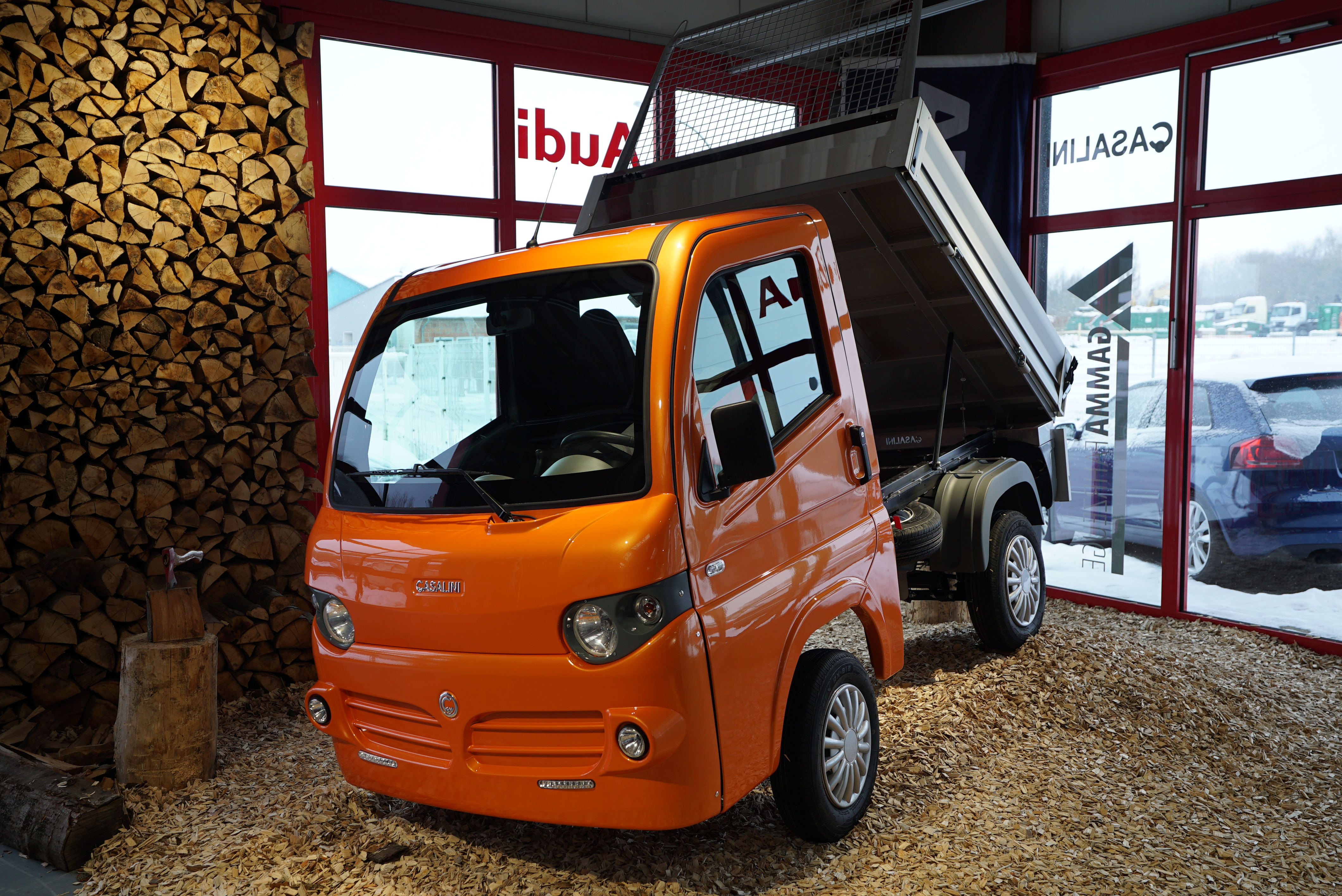
Casalini Kerry+ Kipper
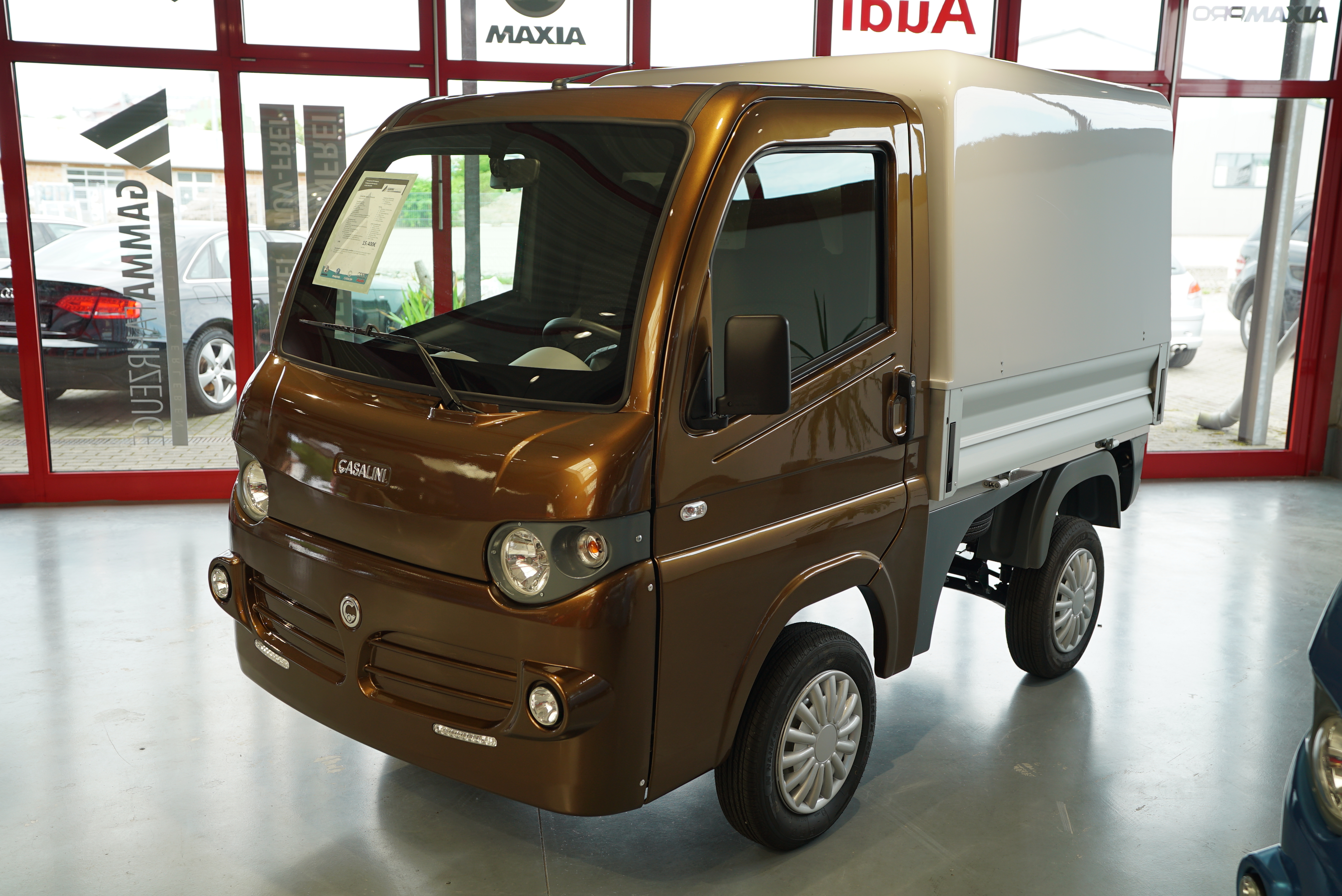
Casalini Kerry+ Van